# Otto Adam
Otto Adam (24 de noviembre de 1909-2 de diciembre de 1977) fue un deportista alemán que compitió en esgrima, especialista en la modalidad de florete. Participó en los Juegos Olímpicos de Berlín 1936, obteniendo una medalla de bronce en la prueba por equipos.

## Palmarés internacional
| Juegos Olímpicos | Juegos Olímpicos  | Juegos Olímpicos  | Juegos Olímpicos    |
| Año              | Lugar             | Medalla           | Prueba              |
| ---------------- | ----------------- | ----------------- | ------------------- |
| 1936             | Berlín (Alemania) | Medalla de bronce | Florete por equipos |